# Rissfortschrittsgeschwindigkeit
Die Rissfortschrittsgeschwindigkeit oder auch Rissausbreitungsgeschwindigkeit {\displaystyle {\frac {da}{dN}}} gibt den Rissfortschritt (da) wieder, der pro Lastwechsel (dN) erzeugt wird.
Dabei ist a die Risslänge geteilt durch den Durchmesser des Bauteilquerschnitts (je nach Lage des Risses und Geometrie des Bauteils also das Verhältnis von bereits erreichter Risslänge zu der Länge, bei der Versagen eintritt, d. h. das Bauteil komplett durchgerissen ist).
Die Rissausbreitungsgeschwindigkeit hängt ab von
- der Höhe der Belastung
- der Art der Belastung
- dem Werkstoff
- dem Umgebungsmedium
- der Temperatur.